# Елизабета Хабсбург (1285 – 1352)
Елизабета Австрийска (на немски: Elisabeth von Österreich, * 1285, Виена, † 19 май 1353, Нанси) от род Хабсбурги, е чрез женитба херцогиня на Горна Лотарингия.

## Биография
Тя е третата дъщеря на римско-немския крал Албрехт I (1255 – 1308) и Елизабета Тиролска (1262 – 1313) от род Майнхардини, дъщеря на Майнхард II († 1295), граф на Гориция и Тирол и херцог на Каринтия, и Елизабета Баварска († 1273) от Вителсбахите, която е вдовица на император Конрад IV († 1254). Елизабета е по-малка сестра на Рудолф (1282 – 1307), крал на Бохемия.
Елизабета се омъжва на 6 август 1306 г. за Фридрих IV (1282 – 1328) от фамилията Дом Шатеноа, херцог на Горна Лотарингия от 1312 до 1328 г.Той умира на 23 август 1328 г. в Париж и тя поема регентсвото за синът им Рудолф (Раул) от 1329 до 1331 г.
Елизабета умира в Нанси, столицата на Херцогство Лортарингия, на 19 май 1353 г., и е погребана в манастир в Кьоонигсфелден в Графство Тирол.

## Деца
Елизабета и Фридрих IV имат две деца:
- Рудолф (Раул) († 1346), херцог на Лотарингия; ∞ I. Алиенор от Бар († 1333), дъщеря на Едуард I († 1336), граф на Бар и Мусон (Дом Скарпон); ∞ II. Мари дьо Шатильон, наричана Мари дьо Блоа († 1363), регентка на Лотарингия 1346, дъщеря на Гуй I дьо Шатийон, граф на Блоа и граф на Дуноа (Дом Шатийон)
- Маргарете († сл. 1376); ∞ I. Жан дьо Шалон, господар на Auberive († 1360, Дом Бургундия-Иврея); ∞ II. Конрад граф на Фрайбург († пр. 1362); ∞ III. пр. 14 февруари 1364 г. за господар на Улрих IV фон Раполтщайн († 1377)